# Mistrzostwa Islandii w Lekkoatletyce 1930
4. Mistrzostwa Islandii w Lekkoatletyce – zawody lekkoatletyczne, które odbyły się w lipcu 1930 roku w Reykjavíku.

## Rezultaty

### Mężczyźni
| Konkurencja:                    | 1. miejsce               | Rezultat |
| Bieg na 100 metrów              | Stefán Bjarnarson        | 11,4     |
| Bieg na 200 metrów              | Stefán Bjarnarson        | 24,0     |
| Bieg na 400 metrów              | Stefán Bjarnarson        | 56,0     |
| Bieg na 800 metrów              | Jóhann Jóhannesson       | 2:09,8   |
| Bieg na 1500 metrów             | Jóhann Jóhannesson       | 4:33,2   |
| Bieg na 5000 metrów             | Jóhann Jóhannesson       | 17:22,2  |
| Bieg na 10 000 metrów           | Bjarni Ólafsson          | 35:55,2  |
| Bieg na 110 metrów przez płotki | Stefán Bjarnarson        | 19,6     |
| Sztafeta 4 × 100 metrów         | Sveit Ármanns            | 50,6     |
| Skok wzwyż                      | Helgi Eiríksson          | 1,71     |
| Skok o tyczce                   | Ásmundur Steinsson       | 3,20     |
| Skok w dal                      | Sveinbjörn Ingimundarson | 6,52     |
| Trójskok                        | Sigurður S. Ólafsson     | 12,47    |
| Pchnięcie kulą                  | Marinó Kristinsson       | 11,55    |
| Rzut dyskiem                    | Þorgeir Jónsson          | 35,18    |
| Rzut oszczepem                  | Friðrik Jesson           | 44,57    |